# Campionat del Món de ciclisme en pista
El Campionat del món de ciclisme en pista és la competició de ciclisme en pista més important en l'àmbit mundial. És organitzat anualment per la Unió Ciclista Internacional (UCI).
La primera edició es va celebrar el 1893 a Chicago coincidint amb l'Exposició universal. L'UCI ha celebrat contínuament campionats mundials en les diferents especialitats del ciclisme en pista. Fins a 1992 se celebraven competicions separadament per a ciclistes amateurs i ciclistes professionals, i a partir de 1993 corren junts en la categoria "Open".
Els vencedors de les proves del campionat del món són guardonats amb una medalla d'or i tenen dret a portar el mallot irisat durant un any, fins a la disputa del següent campionat. Alhora, els ciclistes que han guanyat un campionat del món durant la seva carrera esportiva tenen dret a dur els colors de l'arc de Sant Martí a les mànigues del mallot en record del seu èxit.

## Les proves

### Campionats del món masculins
- Velocitat individual, des de 1885 (amateur: 1893-1992) (10 km: 1893-1894)
- Persecució individual, des de 1946 (amateur: 1946-1992)
- Persecució per equips, des de 1962
- Quilòmetre contrarellotge, des de 1966
- Cursa per punts, des de 1980 (amateur: 1977-1992)
- Keirin, des de 1980
- Madison, des de 1995
- Velocitat per equips, des de 1995
- Scratch, des de 2002
- Òmnium, des de 2007
- Mig fons darrere moto (1895-1994) (amateur: 1893-1992)
- Tàndem (1966-1994)

### Campionats del món femenins
- Velocitat individual, des de 1958
- Persecució individual, des de 1958
- Cursa per punts, des de 1988
- 500 metres contrarellotge, des de 1995
- Keirin, des de 2002
- Scratch, des de 2002
- Velocitat per equips, des de 2007
- Persecució per equips, des de 2008
- Òmnium, des de 2009
- Madison, des de 2017

## Edicions (1893-1992)
| Any       | País                                                | Seu                                                 | Velòdrom                                            |
| --------- | --------------------------------------------------- | --------------------------------------------------- | --------------------------------------------------- |
| 1893      | Estats Units                                        | Chicago                                             |                                                     |
| 1894      | Bèlgica                                             | Anvers                                              |                                                     |
| 1895      | Alemanya                                            | Colònia                                             |                                                     |
| 1896      | Dinamarca                                           | Copenhaguen                                         |                                                     |
| 1897      | Regne Unit                                          | Glasgow                                             | Celtic Park                                         |
| 1898      | Imperi Austrohongarès                               | Viena                                               |                                                     |
| 1899      | Canadà                                              | Mont-real                                           | Velòdrom de Queen's Park                            |
| 1900      | França                                              | París                                               | Parc dels Prínceps                                  |
| 1901      | Alemanya                                            | Berlín                                              | Velòdrom Friedenau                                  |
| 1902      | Itàlia · Alemanya                                   | Roma Berlín                                         | Velòdrom Friedenau                                  |
| 1903      | Dinamarca                                           | Copenhaguen                                         | Velòdrom d'Ordrup                                   |
| 1904      | Regne Unit                                          | Londres                                             | Crystal Palace                                      |
| 1905      | Bèlgica                                             | Anvers                                              |                                                     |
| 1906      | Suïssa                                              | Ginebra                                             |                                                     |
| 1907      | França                                              | París                                               | Parc dels Prínceps                                  |
| 1908      | Alemanya                                            | Berlín Leipzig                                      |                                                     |
| 1909      | Dinamarca                                           | Copenhaguen                                         | Velòdrom d'Ordrup                                   |
| 1910      | Bèlgica                                             | Brussel·les                                         |                                                     |
| 1911      | Itàlia                                              | Roma                                                |                                                     |
| 1912      | Estats Units                                        | Newark                                              | Newark Velodrome                                    |
| 1913      | Alemanya                                            | Leipzig Berlín                                      |                                                     |
| 1914      | Dinamarca                                           | Copenhaguen                                         | Velòdrom d'Ordrup                                   |
| 1915–1919 | No disputats per culpa de la Primera Guerra Mundial | No disputats per culpa de la Primera Guerra Mundial | No disputats per culpa de la Primera Guerra Mundial |
| 1920      | Bèlgica                                             | Anvers                                              |                                                     |
| 1921      | Dinamarca                                           | Copenhaguen                                         | Velòdrom d'Ordrup                                   |
| 1922      | França · Regne Unit                                 | París Liverpool                                     |                                                     |
| 1923      | Suïssa                                              | Zúric                                               | Oerlikon Velodrome                                  |
| 1924      | França                                              | París                                               | Parc dels Prínceps                                  |
| 1925      | Països Baixos                                       | Amsterdam                                           |                                                     |
| 1926      | Itàlia                                              | Milà Torí                                           |                                                     |
| 1927      | Alemanya                                            | Colònia Elberfeld                                   | Müngersdorfer Stadion Stadion am Zoo                |
| 1928      | Hongria                                             | Budapest                                            | Millenáris Sporttelep                               |
| 1929      | Suïssa                                              | Zúric                                               | Oerlikon Velodrome                                  |
| 1930      | Bèlgica                                             | Brussel·les                                         | Estadi del Jubileu                                  |
| 1931      | Dinamarca                                           | Copenhaguen                                         | Velòdrom d'Ordrup                                   |
| 1932      | Itàlia                                              | Roma                                                | Stadio Nazionale del Partito Nazionale Fascista     |
| 1933      | França                                              | París                                               | Parc des Princes                                    |
| 1934      | Alemanya                                            | Leipzig                                             |                                                     |
| 1935      | Bèlgica                                             | Brussel·les                                         | Estadi del Jubileu                                  |
| 1936      | Suïssa                                              | Zúric                                               | Oerlikon Velodrome                                  |
| 1937      | Dinamarca                                           | Copenhaguen                                         | Velòdrom d'Ordrup                                   |
| 1938      | Països Baixos                                       | Amsterdam                                           | Estadi Olímpic                                      |
| 1939      | Itàlia                                              | Milà                                                | Velòdrom Vigorelli                                  |
| 1940–1945 | No disputats per culpa de la Segona Guerra Mundial  | No disputats per culpa de la Segona Guerra Mundial  | No disputats per culpa de la Segona Guerra Mundial  |
| 1946      | Suïssa                                              | Zúric                                               | Oerlikon Velodrome                                  |
| 1947      | França                                              | París                                               |                                                     |

| Any  | País                     | Seu                    | Velòdrom                                             |
| ---- | ------------------------ | ---------------------- | ---------------------------------------------------- |
| 1948 | Països Baixos            | Amsterdam              | Estadi Olímpic                                       |
| 1949 | Dinamarca                | Copenhaguen            | Velòdrom d'Ordrup                                    |
| 1950 | Bèlgica                  | Rocourt                | Stade Vélodrome de Rocourt                           |
| 1951 | Itàlia                   | Milà                   | Velòdrom Vigorelli                                   |
| 1952 | França                   | París                  | Parc des Princes                                     |
| 1953 | Suïssa                   | Zúric                  | Oerlikon Velodrome                                   |
| 1954 | RFA                      | Colònia Wuppertal      | Müngersdorfer Stadion Stadion am Zoo                 |
| 1955 | Itàlia                   | Milà                   | Velòdrom Vigorelli                                   |
| 1956 | Dinamarca                | Copenhaguen            | Velòdrom d'Ordrup                                    |
| 1957 | Bèlgica                  | Rocourt                | Stade Vélodrome de Rocourt                           |
| 1958 | França                   | París                  | Parc des Princes                                     |
| 1959 | Països Baixos            | Amsterdam              | Estadi Olímpic                                       |
| 1960 | RDA                      | Leipzig                | Alfred-Rosch-Kampfbahn                               |
| 1961 | Suïssa                   | Zúric                  | Oerlikon Velodrome                                   |
| 1962 | Itàlia                   | Milà                   | Velòdrom Vigorelli                                   |
| 1963 | Bèlgica                  | Rocourt                | Stade Vélodrome de Rocourt                           |
| 1964 | França                   | París                  | Parc des Princes                                     |
| 1965 | Espanya                  | Sant Sebastià          | Velòdrom d'Anoeta                                    |
| 1966 | RFA                      | Frankfurt              | Waldstadion                                          |
| 1967 | Països Baixos            | Amsterdam              | Estadi Olímpic                                       |
| 1968 | Itàlia · Uruguai         | Roma Montevideo        | Velodromo Olimpico Velódromo Municipal de Montevideo |
| 1969 | Bèlgica · Txecoslovàquia | Anvers Brno            | Sportpaleis Velòdrom de Brno                         |
| 1970 | Regne Unit               | Leicester              | Saffron Lane Velodrome                               |
| 1971 | Itàlia                   | Varese                 | Velodromo Luigi Ganna                                |
| 1972 | França                   | Marsella               | Stade Vélodrome                                      |
| 1973 | Espanya                  | Sant Sebastià          | Velòdrom d'Anoeta                                    |
| 1974 | Canadà                   | Mont-real              | Vélodrome de Montréal                                |
| 1975 | Bèlgica                  | Rocourt                | Stade Vélodrome de Rocourt                           |
| 1976 | Itàlia                   | Monteroni di Lecce     | Velodromo degli Ulivi                                |
| 1977 | Veneçuela                | San Cristóbal          | Velódromo José de Jesús Mora Figueroa                |
| 1978 | RFA                      | Múnic                  | Radstadion                                           |
| 1979 | Països Baixos            | Amsterdam              | Velòdrom d'Amsterdam                                 |
| 1980 | França                   | Besançon               | Stade Léo Lagrange                                   |
| 1981 | Txecoslovàquia           | Brno                   | Brno Velodrome                                       |
| 1982 | Regne Unit               | Leicester              | Saffron Lane Velodrome                               |
| 1983 | Suïssa                   | Zúric                  | Oerlikon Velodrome                                   |
| 1984 | Espanya                  | Barcelona              | Velòdrom d'Horta                                     |
| 1985 | Itàlia                   | Bassano del Grappa     | Stadio Rino Mercante                                 |
| 1986 | Estats Units · Suïssa    | Colorado Springs Zúric | 7-Eleven USOTC Velodrome Oerlikon Velodrome          |
| 1987 | Àustria                  | Viena                  | Ferry-Dusika-Hallenstadion                           |
| 1988 | Bèlgica                  | Gant                   | Blaarmeersen                                         |
| 1989 | França                   | Lió                    | Tête d'Or (Georges Prévéral) Velodrome               |
| 1990 | Japó                     | Maebashi               | Green Dome Maebashi                                  |
| 1991 | Alemanya                 | Stuttgart              | Hanns-Martin-Schleyer-Halle                          |
| 1992 | Espanya                  | València               | Palau Velòdrom Lluís Puig                            |

## Edicions "Open" (1993-)
| Any  | País          | Seu         | Velòdrom                      |
| ---- | ------------- | ----------- | ----------------------------- |
| 1993 | Noruega       | Hamar       | Vikingskipet                  |
| 1994 | Itàlia        | Palerm      | Velòdrom Paolo Borsellino     |
| 1995 | Colòmbia      | Bogotà      | Velòdrom Luis Carlos Galán    |
| 1996 | Regne Unit    | Manchester  | Velòdrom de Manchester        |
| 1997 | Austràlia     | Perth       | Speed Dome                    |
| 1998 | França        | Bordeus     | Stadium de Bordeaux Lac       |
| 1999 | Alemanya      | Berlín      | Velòdrom de Berlín            |
| 2000 | Regne Unit    | Manchester  | Velòdrom de Manchester        |
| 2001 | Bèlgica       | Anvers      | Antwerps Sportspaleis         |
| 2002 | Dinamarca     | Ballerup    | Super Arena                   |
| 2003 | Alemanya      | Stuttgart   | Pavelló Hans Martin Schleyer  |
| 2004 | Austràlia     | Melbourne   | Vodafone Arena                |
| 2005 | Estats Units  | Los Angeles | ADT Event Center              |
| 2006 | França        | Bordeus     | Stadium de Bordeaux Lac       |
| 2007 | Espanya       | Palma       | Palma Arena                   |
| 2008 | Regne Unit    | Manchester  | Velòdrom de Manchester        |
| 2009 | Polònia       | Pruszków    | BGŻ Arena                     |
| 2010 | Dinamarca     | Ballerup    | Super Arena                   |
| 2011 | Països Baixos | Apeldoorn   | Omnisport Apeldoorn           |
| 2012 | Austràlia     | Melbourne   | Hisense Arena                 |
| 2013 | Belarús       | Minsk       | Minsk-Arena                   |
| 2014 | Colòmbia      | Cali        | Velòdrom Alcides Nieto Patiño |

| Any  | País          | Seu                       | Velòdrom                                   |
| ---- | ------------- | ------------------------- | ------------------------------------------ |
| 2015 | França        | Saint-Quentin-en-Yvelines | Vélodrome de Saint-Quentin-en-Yvelines     |
| 2016 | Regne Unit    | Londres                   | London Velopark                            |
| 2017 | Hong Kong     | Hong Kong                 | Velòdrom de Hong Kong                      |
| 2018 | Països Baixos | Apeldoorn                 | Omnisport Apeldoorn                        |
| 2019 | Polònia       | Pruszków                  | BGŻ Arena                                  |
| 2020 | Alemanya      | Berlín                    | Velodrom                                   |
| 2021 | França        | Roubaix                   | Vélodrome Couvert Régional Jean-Stablinski |
| 2022 | França        | Montigny-le-Bretonneux    | Vélodrome de Saint-Quentin-en-Yvelines     |
| 2023 | Regne Unit    | Glasgow                   | Sir Chris Hoy Velodrome                    |
| 2024 | Dinamarca     | Ballerup                  | Ballerup Super Arena                       |

## Rànking de seus
| \| Continent \| País \| Ciutat \| Anys \| \| --------------------------------- \| ---------------------------------------------- \| ------------------------------------------ \| --------------------------------------------------------------------- \| \| Amèrica 10 2 compartides 2 open \| Estats Units 4 una compartida i una altra open \| Chicago 1 \| 1893 \| \| Amèrica 10 2 compartides 2 open \| Estats Units 4 una compartida i una altra open \| Newark 1 \| 1912 \| \| Amèrica 10 2 compartides 2 open \| Estats Units 4 una compartida i una altra open \| Colorado Springs 1 (compartida) \| 1986 (amb Zuric) \| \| Amèrica 10 2 compartides 2 open \| Estats Units 4 una compartida i una altra open \| Los Angeles 1 (open) \| 2005 \| \| Amèrica 10 2 compartides 2 open \| Canadà 2 \| Mont-real 2 \| 1899 1974 \| \| Amèrica 10 2 compartides 2 open \| Uruguai 1 (compartida) \| Montevideo 1 (compartida) \| 1968 (amb Roma) \| \| Amèrica 10 2 compartides 2 open \| Veneçuela 1 \| San Cristóbal 1 \| 1977 \| \| Amèrica 10 2 compartides 2 open \| Colòmbia 2 totes 2 open \| Bogotà 1 (open) \| 1995 \| \| Amèrica 10 2 compartides 2 open \| Colòmbia 2 totes 2 open \| Cali 1 (open) \| 2014 \| \| Europa 114 18 compartides 24 open \| Bèlgica 13 una compartida i una altra open \| Anvers 5 (una compartida i una altra open) \| 1894 1905 1920 1969 (amb Brno) 2001 \| \| Europa 114 18 compartides 24 open \| Bèlgica 13 una compartida i una altra open \| Brussel·les 3 \| 1910 1930 1935 \| \| Europa 114 18 compartides 24 open \| Bèlgica 13 una compartida i una altra open \| Rocourt 4 \| 1950 1957 1963 1975 \| \| Europa 114 18 compartides 24 open \| Bèlgica 13 una compartida i una altra open \| Gant 1 \| 1988 \| \| Europa 114 18 compartides 24 open \| Alemanya 19 9 compartides i 3 open \| Colònia 3 (2 compartides) \| 1895 1927 (amb Elberfeld) 1954 (amb Wuppertal) \| \| Europa 114 18 compartides 24 open \| Alemanya 19 9 compartides i 3 open \| Berlín 5 (3 compartides i 2 open) \| 1901 1902 (amb Roma) 1908 (amb Leipzig) 1913 (amb Leipzig) 1999, 2020 \| \| Europa 114 18 compartides 24 open \| Alemanya 19 9 compartides i 3 open \| Leipzig 4 (2 compartides) \| 1908 (amb Berlín) 1913 (amb Berlín) 1934 1960 \| \| Europa 114 18 compartides 24 open \| Alemanya 19 9 compartides i 3 open \| Elberfeld 1 (compartida) \| 1927 (amb Colònia) \| \| Europa 114 18 compartides 24 open \| Alemanya 19 9 compartides i 3 open \| Wuppertal 1 (compartida) \| 1954 (amb Colònia) \| \| Europa 114 18 compartides 24 open \| Alemanya 19 9 compartides i 3 open \| Frankfurt 1 \| 1966 \| \| Europa 114 18 compartides 24 open \| Alemanya 19 9 compartides i 3 open \| Munic 1 \| 1978 \| \| Europa 114 18 compartides 24 open \| Alemanya 19 9 compartides i 3 open \| Stuttgart 2 (open) \| 1991 2003 \| \| Europa 114 18 compartides 24 open \| Dinamarca 11 3 open \| Copenhaguen 9 \| 1896 1903 1909 1914 1921 1931 1937 1949 1956 \| \| Europa 114 18 compartides 24 open \| Dinamarca 11 3 open \| Ballerup 3 (open) \| 2002 2010 2024 \| \| Europa 114 18 compartides 24 open \| Regne Unit 9 1 compartida i 4 open \| Glasgow 2 \| 1897 2023 \| \| Europa 114 18 compartides 24 open \| Regne Unit 9 1 compartida i 4 open \| Londres 1 \| 1904 \| \| Europa 114 18 compartides 24 open \| Regne Unit 9 1 compartida i 4 open \| Liverpool 1 (compartida) \| 1922 (amb París) \| \| Europa 114 18 compartides 24 open \| Regne Unit 9 1 compartida i 4 open \| Leicester 2 \| 1970 1982 \| \| Europa 114 18 compartides 24 open \| Regne Unit 9 1 compartida i 4 open \| Manchester 3 (open) \| 1996 2000 2008 \| \| Europa 114 18 compartides 24 open \| Àustria 2 \| Viena 2 \| 1898 1987 \| \| Europa 114 18 compartides 24 open \| França 16 1 compartida i 4 open \| París 9 (1 compartida) \| 1900 1907 1922 (amb Liverpool) 1924 1933 1947 1952 1958 1964 \| \| Europa 114 18 compartides 24 open \| França 16 1 compartida i 4 open \| Marsella 1 \| 1972 \| \| Europa 114 18 compartides 24 open \| França 16 1 compartida i 4 open \| Besançon 1 \| 1980 \| \| Europa 114 18 compartides 24 open \| França 16 1 compartida i 4 open \| Lió 1 \| 1989 \| \| Europa 114 18 compartides 24 open \| França 16 1 compartida i 4 open \| Bordeus 2 (open) \| 1998 2006 \| \| Europa 114 18 compartides 24 open \| França 16 1 compartida i 4 open \| Roubaix 1 (open) \| 2021 \| \| Europa 114 18 compartides 24 open \| França 16 1 compartida i 4 open \| Montigny-le-Bretonneux 1 (open) \| 2022 \| \| Europa 114 18 compartides 24 open \| Itàlia 14 4 compartides i 1 open \| Roma 4 (2 compartides) \| 1902 (amb Berlín) 1911 1932 1968 (amb Montevideo) \| \| Europa 114 18 compartides 24 open \| Itàlia 14 4 compartides i 1 open \| Milà 5 (1 compartida) \| 1926 (amb Torí) 1939 1951 1955 1962 \| \| Europa 114 18 compartides 24 open \| Itàlia 14 4 compartides i 1 open \| Torí 1 (compartida) \| 1926 (amb Milà) \| \| Europa 114 18 compartides 24 open \| Itàlia 14 4 compartides i 1 open \| Varese 1 \| 1971 \| \| Europa 114 18 compartides 24 open \| Itàlia 14 4 compartides i 1 open \| Monteroni di Lecce 1 \| 1976 \| \| Europa 114 18 compartides 24 open \| Itàlia 14 4 compartides i 1 open \| Bassano del Grappa 1 \| 1985 \| \| Europa 114 18 compartides 24 open \| Itàlia 14 4 compartides i 1 open \| Palerm 1 (open) \| 1994 \| \| Europa 114 18 compartides 24 open \| Suïssa 9 1 compartida \| Ginebra 1 \| 1906 \| \| Europa 114 18 compartides 24 open \| Suïssa 9 1 compartida \| Zuric 8 (1 compartida) \| 1923 1929 1936 1946 1953 1961 1983 1986 (amb Colorado Springs) \| \| Europa 114 18 compartides 24 open \| Països Baixos 8 2 open \| Amsterdam 6 \| 1924 1938 1948 1959 1967 1979 \| \| Europa 114 18 compartides 24 open \| Països Baixos 8 2 open \| Apeldoorn 2 (open) \| 2011 2018 \| \| Europa 114 18 compartides 24 open \| Hongria 1 \| Budapest 1 \| 1928 \| \| Europa 114 18 compartides 24 open \| Espanya 5 1 open \| Sant Sebastià 2 \| 1965 1973 \| \| Europa 114 18 compartides 24 open \| Espanya 5 1 open \| Barcelona 1 \| 1984 \| \| Europa 114 18 compartides 24 open \| Espanya 5 1 open \| València 1 \| 1992 \| \| Europa 114 18 compartides 24 open \| Espanya 5 1 open \| Palma 1 (open) \| 2007 \| \| Europa 114 18 compartides 24 open \| Txèquia 2 1 compartida \| Brno 2 (1 compartida) \| 1969 (amb Anvers) 1981 \| \| Europa 114 18 compartides 24 open \| Noruega 1 (open) \| Hamar 1 (open) \| 1993 \| \| Europa 114 18 compartides 24 open \| Polònia 2 (open) \| Pruszków 2 (open) \| 2009, 2019 \| \| Europa 114 18 compartides 24 open \| Belarús 1 (open) \| Minsk 1 (open) \| 2013 \| \| Àsia2 1 open \| Japó 1 \| Maebashi 1 \| 1990 \| \| Àsia2 1 open \| Hong Kong 1 (open) \| Hong Kong 1 (open) \| 2017 \| \| Oceania 3 open \| Austràlia 3 (open) \| Perth 1 (open) \| 1997 \| \| Oceania 3 open \| Austràlia 3 (open) \| Melbourne 2 (open) \| 2004 2012 \| |                                                |                                            |                                                                       |
| Continent | País                                           | Ciutat                                     | Anys                                                                  |
| Amèrica 10 2 compartides 2 open | Estats Units 4 una compartida i una altra open | Chicago 1                                  | 1893                                                                  |
| Amèrica 10 2 compartides 2 open | Estats Units 4 una compartida i una altra open | Newark 1                                   | 1912                                                                  |
| Amèrica 10 2 compartides 2 open | Estats Units 4 una compartida i una altra open | Colorado Springs 1 (compartida)            | 1986 (amb Zuric)                                                      |
| Amèrica 10 2 compartides 2 open | Estats Units 4 una compartida i una altra open | Los Angeles 1 (open)                       | 2005                                                                  |
| Amèrica 10 2 compartides 2 open | Canadà 2                                       | Mont-real 2                                | 1899 1974                                                             |
| Amèrica 10 2 compartides 2 open | Uruguai 1 (compartida)                         | Montevideo 1 (compartida)                  | 1968 (amb Roma)                                                       |
| Amèrica 10 2 compartides 2 open | Veneçuela 1                                    | San Cristóbal 1                            | 1977                                                                  |
| Amèrica 10 2 compartides 2 open | Colòmbia 2 totes 2 open                        | Bogotà 1 (open)                            | 1995                                                                  |
| Amèrica 10 2 compartides 2 open | Colòmbia 2 totes 2 open                        | Cali 1 (open)                              | 2014                                                                  |
| Europa 114 18 compartides 24 open | Bèlgica 13 una compartida i una altra open     | Anvers 5 (una compartida i una altra open) | 1894 1905 1920 1969 (amb Brno) 2001                                   |
| Europa 114 18 compartides 24 open | Bèlgica 13 una compartida i una altra open     | Brussel·les 3                              | 1910 1930 1935                                                        |
| Europa 114 18 compartides 24 open | Bèlgica 13 una compartida i una altra open     | Rocourt 4                                  | 1950 1957 1963 1975                                                   |
| Europa 114 18 compartides 24 open | Bèlgica 13 una compartida i una altra open     | Gant 1                                     | 1988                                                                  |
| Europa 114 18 compartides 24 open | Alemanya 19 9 compartides i 3 open             | Colònia 3 (2 compartides)                  | 1895 1927 (amb Elberfeld) 1954 (amb Wuppertal)                        |
| Europa 114 18 compartides 24 open | Alemanya 19 9 compartides i 3 open             | Berlín 5 (3 compartides i 2 open)          | 1901 1902 (amb Roma) 1908 (amb Leipzig) 1913 (amb Leipzig) 1999, 2020 |
| Europa 114 18 compartides 24 open | Alemanya 19 9 compartides i 3 open             | Leipzig 4 (2 compartides)                  | 1908 (amb Berlín) 1913 (amb Berlín) 1934 1960                         |
| Europa 114 18 compartides 24 open | Alemanya 19 9 compartides i 3 open             | Elberfeld 1 (compartida)                   | 1927 (amb Colònia)                                                    |
| Europa 114 18 compartides 24 open | Alemanya 19 9 compartides i 3 open             | Wuppertal 1 (compartida)                   | 1954 (amb Colònia)                                                    |
| Europa 114 18 compartides 24 open | Alemanya 19 9 compartides i 3 open             | Frankfurt 1                                | 1966                                                                  |
| Europa 114 18 compartides 24 open | Alemanya 19 9 compartides i 3 open             | Munic 1                                    | 1978                                                                  |
| Europa 114 18 compartides 24 open | Alemanya 19 9 compartides i 3 open             | Stuttgart 2 (open)                         | 1991 2003                                                             |
| Europa 114 18 compartides 24 open | Dinamarca 11 3 open                            | Copenhaguen 9                              | 1896 1903 1909 1914 1921 1931 1937 1949 1956                          |
| Europa 114 18 compartides 24 open | Dinamarca 11 3 open                            | Ballerup 3 (open)                          | 2002 2010 2024                                                        |
| Europa 114 18 compartides 24 open | Regne Unit 9 1 compartida i 4 open             | Glasgow 2                                  | 1897 2023                                                             |
| Europa 114 18 compartides 24 open | Regne Unit 9 1 compartida i 4 open             | Londres 1                                  | 1904                                                                  |
| Europa 114 18 compartides 24 open | Regne Unit 9 1 compartida i 4 open             | Liverpool 1 (compartida)                   | 1922 (amb París)                                                      |
| Europa 114 18 compartides 24 open | Regne Unit 9 1 compartida i 4 open             | Leicester 2                                | 1970 1982                                                             |
| Europa 114 18 compartides 24 open | Regne Unit 9 1 compartida i 4 open             | Manchester 3 (open)                        | 1996 2000 2008                                                        |
| Europa 114 18 compartides 24 open | Àustria 2                                      | Viena 2                                    | 1898 1987                                                             |
| Europa 114 18 compartides 24 open | França 16 1 compartida i 4 open                | París 9 (1 compartida)                     | 1900 1907 1922 (amb Liverpool) 1924 1933 1947 1952 1958 1964          |
| Europa 114 18 compartides 24 open | França 16 1 compartida i 4 open                | Marsella 1                                 | 1972                                                                  |
| Europa 114 18 compartides 24 open | França 16 1 compartida i 4 open                | Besançon 1                                 | 1980                                                                  |
| Europa 114 18 compartides 24 open | França 16 1 compartida i 4 open                | Lió 1                                      | 1989                                                                  |
| Europa 114 18 compartides 24 open | França 16 1 compartida i 4 open                | Bordeus 2 (open)                           | 1998 2006                                                             |
| Europa 114 18 compartides 24 open | França 16 1 compartida i 4 open                | Roubaix 1 (open)                           | 2021                                                                  |
| Europa 114 18 compartides 24 open | França 16 1 compartida i 4 open                | Montigny-le-Bretonneux 1 (open)            | 2022                                                                  |
| Europa 114 18 compartides 24 open | Itàlia 14 4 compartides i 1 open               | Roma 4 (2 compartides)                     | 1902 (amb Berlín) 1911 1932 1968 (amb Montevideo)                     |
| Europa 114 18 compartides 24 open | Itàlia 14 4 compartides i 1 open               | Milà 5 (1 compartida)                      | 1926 (amb Torí) 1939 1951 1955 1962                                   |
| Europa 114 18 compartides 24 open | Itàlia 14 4 compartides i 1 open               | Torí 1 (compartida)                        | 1926 (amb Milà)                                                       |
| Europa 114 18 compartides 24 open | Itàlia 14 4 compartides i 1 open               | Varese 1                                   | 1971                                                                  |
| Europa 114 18 compartides 24 open | Itàlia 14 4 compartides i 1 open               | Monteroni di Lecce 1                       | 1976                                                                  |
| Europa 114 18 compartides 24 open | Itàlia 14 4 compartides i 1 open               | Bassano del Grappa 1                       | 1985                                                                  |
| Europa 114 18 compartides 24 open | Itàlia 14 4 compartides i 1 open               | Palerm 1 (open)                            | 1994                                                                  |
| Europa 114 18 compartides 24 open | Suïssa 9 1 compartida                          | Ginebra 1                                  | 1906                                                                  |
| Europa 114 18 compartides 24 open | Suïssa 9 1 compartida                          | Zuric 8 (1 compartida)                     | 1923 1929 1936 1946 1953 1961 1983 1986 (amb Colorado Springs)        |
| Europa 114 18 compartides 24 open | Països Baixos 8 2 open                         | Amsterdam 6                                | 1924 1938 1948 1959 1967 1979                                         |
| Europa 114 18 compartides 24 open | Països Baixos 8 2 open                         | Apeldoorn 2 (open)                         | 2011 2018                                                             |
| Europa 114 18 compartides 24 open | Hongria 1                                      | Budapest 1                                 | 1928                                                                  |
| Europa 114 18 compartides 24 open | Espanya 5 1 open                               | Sant Sebastià 2                            | 1965 1973                                                             |
| Europa 114 18 compartides 24 open | Espanya 5 1 open                               | Barcelona 1                                | 1984                                                                  |
| Europa 114 18 compartides 24 open | Espanya 5 1 open                               | València 1                                 | 1992                                                                  |
| Europa 114 18 compartides 24 open | Espanya 5 1 open                               | Palma 1 (open)                             | 2007                                                                  |
| Europa 114 18 compartides 24 open | Txèquia 2 1 compartida                         | Brno 2 (1 compartida)                      | 1969 (amb Anvers) 1981                                                |
| Europa 114 18 compartides 24 open | Noruega 1 (open)                               | Hamar 1 (open)                             | 1993                                                                  |
| Europa 114 18 compartides 24 open | Polònia 2 (open)                               | Pruszków 2 (open)                          | 2009, 2019                                                            |
| Europa 114 18 compartides 24 open | Belarús 1 (open)                               | Minsk 1 (open)                             | 2013                                                                  |
| Àsia2 1 open | Japó 1                                         | Maebashi 1                                 | 1990                                                                  |
| Àsia2 1 open | Hong Kong 1 (open)                             | Hong Kong 1 (open)                         | 2017                                                                  |
| Oceania 3 open | Austràlia 3 (open)                             | Perth 1 (open)                             | 1997                                                                  |
| Oceania 3 open | Austràlia 3 (open)                             | Melbourne 2 (open)                         | 2004 2012                                                             |

## Ciclistes amb més medalles
- Actualitzat el 2017

| Ciclista         | Or | Plata | Bronze | Total |
| ---------------- | -- | ----- | ------ | ----- |
| Arnaud Tournant  | 14 | 3     | 2      | 19    |
| Chris Hoy        | 11 | 6     | 8      | 25    |
| Florian Rousseau | 10 | 2     | 4      | 16    |
| Urs Freuler      | 10 | 0     | 4      | 14    |
| Kōichi Nakano    | 10 | 0     | 0      | 10    |
| Grégory Baugé    | 9  | 3     | 1      | 13    |
| Cameron Meyer    | 8  | 4     | 1      | 13    |
| Daniel Morelon   | 8  | 3     | 5      | 16    |
| Michael Hübner   | 7  | 7     | 2      | 16    |
| Laurent Gané     | 7  | 5     | 3      | 15    |

| Ciclista              | Or | Plata | Bronze | Total |
| --------------------- | -- | ----- | ------ | ----- |
| Anna Meares           | 11 | 10    | 6      | 27    |
| Félicia Ballanger     | 10 | 1     | 0      | 11    |
| Victoria Pendleton    | 9  | 5     | 2      | 16    |
| Kristina Vogel        | 9  | 1     | 3      | 13    |
| Sarah Hammer          | 8  | 5     | 2      | 15    |
| Natàl·lia Tsilínskaia | 8  | 1     | 1      | 10    |
| Laura Trott           | 7  | 4     | 1      | 12    |
| Olga Sliússareva      | 6  | 6     | 6      | 18    |
| Galina Iermolàieva    | 6  | 5     | 3      | 14    |
| Galina Tsariova       | 6  | 1     | 1      | 8     |

## Medallistes dels Països Catalans
- Actualitzat el 2017

| Ciclista              | Or | Plata | Bronze | Total |
| --------------------- | -- | ----- | ------ | ----- |
| Joan Llaneras         | 7  | 3     | 2      | 12    |
| Guillem Timoner       | 6  | 2     | 0      | 8     |
| Isaac Gàlvez          | 2  | 2     | 0      | 4     |
| Albert Torres         | 1  | 2     | 2      | 5     |
| Sergi Escobar         | 1  | 1     | 3      | 5     |
| David Muntaner        | 1  | 1     | 0      | 2     |
| Sebastián Mora        | 1  | 0     | 1      | 2     |
| Miquel Alzamora       | 1  | 0     | 0      | 1     |
| Miquel Mas            | 1  | 0     | 0      | 1     |
| José Antonio Escuredo | 0  | 3     | 1      | 4     |
| Bartomeu Caldentey    | 0  | 2     | 0      | 2     |
| Miquel Espinós        | 0  | 1     | 1      | 2     |
| Salvador Melià        | 0  | 1     | 1      | 2     |
| Antoni Cerdà          | 0  | 0     | 1      | 1     |
| Carles Torrent        | 0  | 0     | 1      | 1     |